# Cerro Pico Alto
El Cerro Pico Alto es la tercera montaña más alta de los Cerros de Escazú, Costa Rica, con 2.428 m (7.966 pies). Pico Alto hace alusión a una sección de la montaña de la cual sobresale del resto.

## Clima
La temperatura promedio es de 21 °C e inicia con el cielo nublado desde los 1000 pies.
- Datos: Q5064961